# 锡塔琴

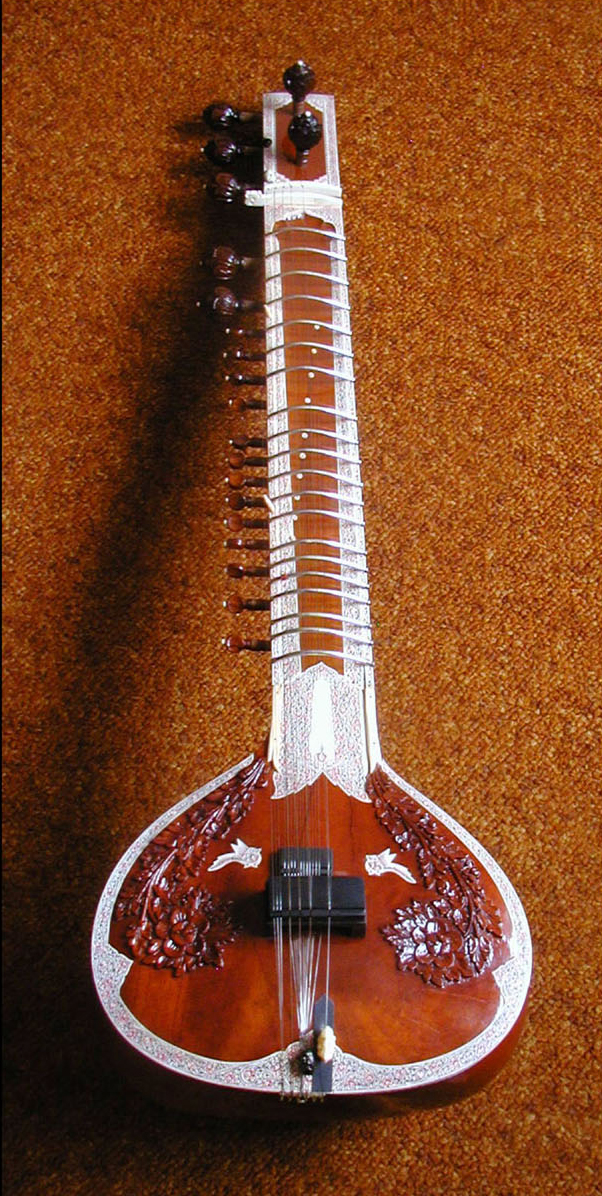
西塔琴

西塔琴（印地语：सितार；孟加拉语：সেতার；乌尔都语：ستار；波斯语：سی تار），又譯西榙琴，锡塔尔琴、錫塔琴，是印度一种长颈诗琴，形似塞塔尔，常用在印度古典音乐中，是北印度最具代表性的印度古典乐器。1950年代末到1960年代初，拉維·香卡将其推到世界舞台上。